# Ida Shepard Oldroyd
Ida Mary Shepard, född 25 november 1856 i Goshen, Indiana, USA, död 9 juli 1940 i Palo Alto, Kalifornien, var en amerikansk konkolog och kurator för geologi vid Stanford University i över 20 år, där hon byggde upp vad som en gång var den näst största samlingen av blötdjurskal i världen.

## Biografi
Oldroy gick i gymnasiet i Saline, Michigan, och studerade vid University of Michigan från 1883 till 1885, men utan att avlägga någon examen.  År 1888 flyttade hennes familj till Long Beach, Kalifornien, där hon började samla skal av blötdjur.  Tillsammans med sin make, Tom Shaw Oldroyd, samlade hon, huvudsakligen i södra Kalifornien, en stor samling med bland annat sällsynta exemplar som fastnat i fiskares nät.
År 1914 rekryterades Oldroyd av California Academy of Science för att klassificera och packa en del av Henry Hemphills skalsamling som förberedelse för samlingens överförande till akademin efter Hemphills död. År 1916 anställdes hon av Stanford University, som då förvärvat Hemphill-samlingen, för att katalogisera denna. Ett år senare köpte Stanford Oldroyds privata samling och anställde paret Oldroyds som curatorer vid geologiska avdelningen, där de tjänstgjorde under resten av sitt liv. I mitten av 1920-talet var Stanfords skalsamling den näst största i världen. De fortsatte att samla från Kalifornien och Washington, och åren 1929-30 reste de i världen för att samla och förbereda förvärvet av andra samlingar vid deras återkomst.
År 1922 anställdes hon som konsult av American Museum of Natural History i New York, där hon tillbringade flera månader för att studera och organisera konkologinsamlingen.  Oldroyd producerade flera rapporter och är känd för sina stora verk: Marine Shells of Puget Sound and Vicinity (1924) och The Marine Shells av West Coast of North America, en serie med fyra volymer publicerad 1924-1927. Oldroyd var fristående medlem av American Malacological Union och var dess vicepresident 1934 och hederspresident från 1935 till 1940.
Vid tidpunkten för hennes död ansågs Stanfords skalsamling vara den största vid något amerikanskt universitet. Oldroyd beskrev över 20 arter av blötdjur samt en korallart,.[ och hon är hedrad i namnen på fem blötdjursarter: Tellina idae Dall, 1891,  Mitra idae Melvill, 1893, Alvania oldroydae Bartsch, 1911, Bittium oldroydae Bartsch, 1911  och Melanella oldroydae Bartsch, 1917.